# Nalîvaika, Holovanivsk
Nalîvaika (în ucraineană Наливайка) este o comună în raionul Holovanivsk, regiunea Kirovohrad, Ucraina, formată numai din satul de reședință.

## Demografie
Componența lingvistică a comunei Nalîvaika
     Ucraineană (96,47%)
     Rusă (2,4%)
     Română (1,13%)
Conform recensământului din 2001, majoritatea populației comunei Nalîvaika era vorbitoare de ucraineană (96,47%), existând în minoritate și vorbitori de rusă (2,4%) și română (1,13%).